# Basmat Tab'un
Basmat Tab'un (hebrejsky בַּסְמֶת טַבְּעוּן, arabsky بسمة طبعون, v oficiálním přepisu do angličtiny Basmat Tab'un) je místní rada (malé město) v Izraeli, v Severním distriktu.

## Geografie
Leží v nadmořské výšce 199 metrů, na pahorcích, které oddělují Zebulunské údolí a Jizre'elské údolí a které jsou jihozápadními výběžky Dolní Galileji. Podél západní strany obce se zvedá kopcovitý hřbet Reches Kešet. Na severu se terén svažuje do údolí vádí Nachal Cipori.
Město leží cca 80 kilometrů severovýchodně od centra Tel Avivu a cca 18 kilometrů jihovýchodně od centra Haify. Basmat Tab'un se nachází v hustě zalidněném pásu. Osídlení v tomto regionu je smíšené. Vlastní město Basmat Tab'un je osídleno izraelskými Araby, respektive Beduíny. Arabská sídla se rozkládají i západě a severu odtud. Basmat Tab'un zároveň ale tvoří dvojměstí s židovským městem Kirjat Tiv'on, s nímž na jihu přímo sousedí. Demograficky převládají židovská sídla i na východní straně, v Jizre'elském údolí. Basmat Tab'un je na dopravní síť napojen pomocí lokálních silnic v dvojměstí s Kirjat Tiv'on, zejména pomocí lokální silnice číslo 7513, která odbočuje z dálnice číslo 75.

## Dějiny
Basmat Tab'un vznikl jako samostatná obec až ve 2. polovině 20. století. Do té doby šlo jen o neoficiální shluk arabských domů. Oficiálně byla vesnice uznána v roce 1962. Vyrůstala pak podle předem připraveného plánu jako trvalé sídlo pro dosud polokočovné Beduíny - první takto navrhovaná beduínská obec v Izraeli. V roce 1965 byla povýšena na místní radu (malé město). Roku 1966 zde byla otevřena základní škola. Postupně došlo k rozšíření o čtvrti Sa'adija (סעדיה) a Chilf (חילף) na severní straně. K městu nepatří žádná zemědělská půda a obyvatelé se tak zabývají převážně obchodem nebo pracují mimo obec. Záměry na zřízení průmyslové zóny v Basmat Tab'un z konce 20. století ale nevyšly a roku 2000 se uvádí, že příslušné plány nebyly nikdy schváleny. Basmat Tab'un má společný územní plán se sousedním židovským městem Kirjat Tiv'on, se kterým koordinuje stavební rozvoj.
Západně od Kirjat Tiv'on se nachází živelně vzniklá skupina arabských domů nazývaná Zubejdat. Vznikla prý už koncem 19. století a podle zprávy z roku 2006 v ní stálo 25 domů. Tato arabská osada není oficiálně uznávaná a není proto možné do ni zavést elektřinu a další sítě. Vedení města Basmat Tab'un požádalo o připojení osady Zubejdat pod své správní území. To ale vláda odmítla a v květnu 2006 vydala na polovinu staveb v Zubejdat demoliční výměr.

## Demografie
Basmat Tab'un je arabské město s muslimskou populací, která se ale od izraelských Arabů muslimského vyznání odlišuje svou beduínskou minulostí. Jde o menší obec městského typu s dlouhodobě rostoucí populací. K 31. prosinci 2017 zde žilo 7700 lidí.
| Rok            | 1983  | 1995  | 1997  | 1998  | 1999  | 2000  |
| -------------- | ----- | ----- | ----- | ----- | ----- | ----- |
| Počet obyvatel | 1 600 | 4 000 | 4 800 | 5 000 | 5 200 | 5 300 |

| Rok            | 2001  | 2002  | 2003  | 2004  | 2005  | 2006  | 2007  | 2008  | 2009  | 2010  | 2011  | 2012  | 2013  | 2014  | 2015  | 2016  | 2017  |
| -------------- | ----- | ----- | ----- | ----- | ----- | ----- | ----- | ----- | ----- | ----- | ----- | ----- | ----- | ----- | ----- | ----- | ----- |
| Počet obyvatel | 5 500 | 5 800 | 5 900 | 6 000 | 6 200 | 6 300 | 6 500 | 6 519 | 6 778 | 6 949 | 7 044 | 7 100 | 7 200 | 7 300 | 7 500 | 7 600 | 7 700 |